# Accenture
Accenture plc — це консалтингова компанія із списку Fortune Global 500, котра поглинула більше 280 менших фірм, з яких 165 компаній за останні 5 років.
Станом на 2022 рік Accenture вважається найбільшою консалтинговою компанією в світі за кількістю співробітників (більше 500 тис.).

## Історія
Accenture бере свій початок із консультаційного підрозділу бухгалтерської фірми Arthur Andersen у 1950-х роках.
У 1989 році Arthur Andersen і Andersen Consulting стали окремими підрозділами Andersen Worldwide Société Coopérative (AWSC). Протягом 1990-х років зростала напруга між Andersen Consulting і Arthur Andersen через конфлікт інтересів та внутрішню конкуренцію. У серпні 2000 року в результаті арбітражу з Міжнародною торговою палатою Andersen Consulting розірвала всі договірні відносини з AWSC і Arthur Andersen. У рамках арбітражного врегулювання Andersen Consulting виплатила Arthur Andersen суму, що зберігалася на депонуванні (тоді 1,2 мільярда доларів США), і була змушена змінити назву, у результаті чого компанія була перейменована на Accenture.
1 січня 2001 року компанія офіційно стала називатись «Accenture». Слово «Accenture» розтлумачується як «Акцент на майбутнє».
19 липня 2001 року компанія почала торгуватися на Нью-Йоркській фондовій біржі. У перший день IPO Accenture залучила майже 1,7 мільярда доларів.
У березні 2023 року компанія оголосила про скорочення 19 000 робочих місць протягом 18 місяців.

## Структура послуг
- Accenture Strategy and Consulting надає послуги бізнес-стратегії, технологічної стратегії, операційної стратегії
- Accenture Song (раніше Digital and Interactive) надає послуги цифрового маркетингу та аналітики
- Accenture Technology зосереджується на технологічному програмному забезпеченні, його впровадженні, постачанні, дослідженнях і розробках, включаючи технологічні лабораторії
- Accenture Operations зосереджується на аутсорсингу бізнес-процесів, ІТ, хмарних сервісах тощо

## Корпоративні відносини

### Керівництво
Вільям Д. Грін став генеральним директором у вересні 2004 року. У січні 2011 року Гріна замінив П'єр Нантерм. У січні 2019 року Нантерм пішов у відставку, посилаючись на стан здоров'я. Тимчасово виконуючим обов'язки генерального директора був призначений фінансовий директор Девід Роуленд. У вересні 2019 року генеральним директором була призначена Джулі Світ.

## Скандали

### Умови праці
У лютому 2019 року підрядники компанії Accenture з офісу в Остін, Техас, які виконували завдання з модерації контенту для Facebook, написали відкритий лист до Facebook, описуючи погані умови праці та «середовище Великого Брата», яке включало обмежені перерви та суворі угоди про нерозголошення. Консультант в офісі Остіна заявив, що модератори контенту можуть розвинути посттравматичний стресовий розлад через роботу, яка включала оцінювання відео та зображень із графічним насильством, мовою ненависті, жорстокістю до тварин та жорстоке поводження з дітьми. Accenture випустила заяву, в якій зазначила, що компанія надає модераторам можливості для кар'єрного зростання, підвищення заробітної плати та внесення пропозицій «для покращення їхнього досвіду».